# Bembix
Bembix is een geslacht van vliesvleugeligen uit de  familie van de graafwespen (Crabronidae).

## Soorten
- Bembix bicolor Radoszkowski 1877
- Bembix bidentata Vander Linden 1829
- Bembix cinctella Handlirsch 1893
- Bembix flavescens F. Smith 1856
- Bembix geneana A. Costa 1867
- Bembix megerlei Dahlbom 1845
- Bembix merceti J. Parker 1904
- Bembix oculata Panzer 1801
- Bembix olivacea Fabricius 1787
- Bembix pallida Radoszkowski 1877
- Bembix rostrata (Linnaeus, 1758) - harkwesp
- Bembix sinuata Panzer 1804
- Bembix tarsata Latreille 1809
- Bembix turca Dahlbom 1845
- Bembix wagleri Gistel 1857
- Bembix zonata Klug 1835